# Kapaskiva

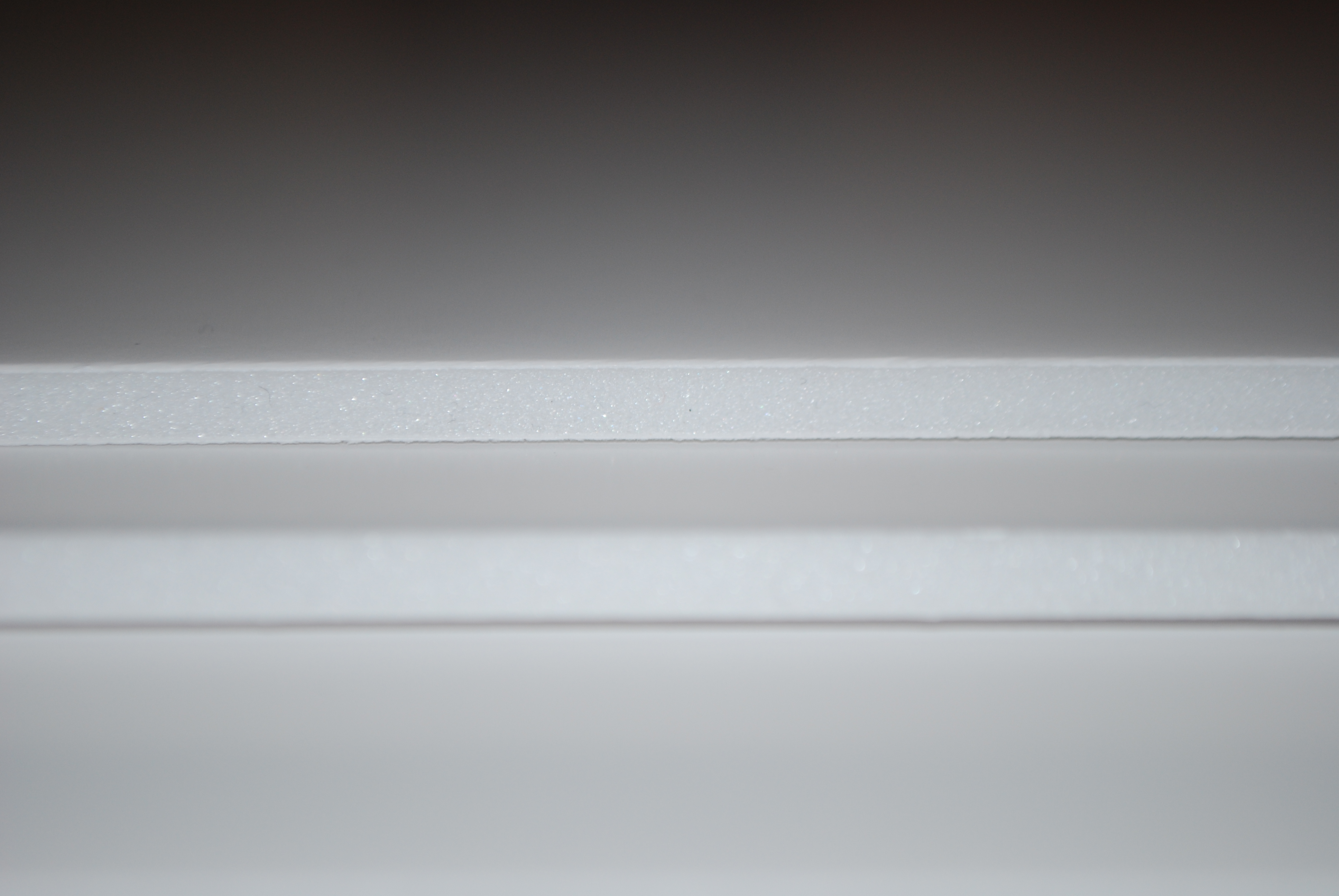
Kapaskivor

En kapaskiva, eller foamboard, är en hård lätt skiva med en kärna av polystyren och ytskikt av kartong. Den kallas även för bland annat sandwichskiva och cellpannå. Skivan började tillverkas och säljas år 1957 av Monsanto under varumärket Fome-Cor
Kapaskivor finns i många olika storlekar, tjocklekar och färger. Ett vanligt användningsområde för kapaskivan är montering av bilder. Bilden monteras då på kapaskivan med hjälp av till exempel spraylim. Ett annat användningsområde är att bygga arkitekturmodeller av enklare typ.
Kapaskivan är ett vanligt medium för presentation bland arkitekter och formgivare.